# ألينا كاباييفا
ألينا ماراتوفنا كاباييفا (الروسية: Али́на Мара́товна Каба́ева) وهي لاعبة جمباز سابقة ونائبة في الدوما الروسي روسية أوزبكية المولد ولدت في يوم 12 مايو 1983 في مدينة طشقند عاصمة جمهورية أوزبكستان السوفيتية الاشتراكية في الاتحاد السوفيتي منذ 2007 أصبحت عضوة في البرلمان الروسي من حزب روسيا الموحدة التابع للرئيس الروسي فلاديمير بوتين.

## روابط خارجية
- ألينا كاباييفا على موقع IMDb (الإنجليزية)
- ألينا كاباييفا على موقع كينوبويسك (الروسية)
- ألينا كاباييفا على موقع الاتحاد الدولي للجمباز (licence) (الإنجليزية)
- ألينا كاباييفا على موقع الاتحاد الدولي للجمباز (biography) (الإنجليزية)
- ألينا كاباييفا على موقع اللجنة الأولمبية الدولية (الإنجليزية)
- ألينا كاباييفا على موقع أوليمبيديا (الإنجليزية)